# Jean-Émile Millot
Pour les articles homonymes, voir Millot.
Jean-Émile Millot, né le 10 août 1835 à Paris et mort le 3 février 1901 à Maisons-Alfort, est un militant antisémite français.

## Biographie
Né à Paris le 10 août 1835, Jean-Émile Millot est le fils de Jean-Baptiste Millot († 1845) et d'Anne-Edmée Colin (vers 1804-1864).
Joaillier-sertisseur, Émile Millot épouse Anne-Mélanie Thiery (1844-19..), demoiselle de magasin, le 3 décembre 1864.
En 1867, il s'associe à Adolphe-Émile Millot (probablement son frère) afin d'exploiter un fonds de commerce de joaillerie et de bijouterie sous la raison sociale « E. Millot et A. Millot » au no 27 de la rue Neuve-des-Petits-Champs.
Proche des milieux socialistes à la fin du Second Empire, Millot aurait fait partie des insurgés pendant la Commune de Paris et aurait fréquenté François Jourde, Benoît Malon et Eugène Varlin. C'est en tout cas ce qu'il a affirmé au polémiste antisémite Édouard Drumont. Ce dernier rapporte que le communard Millot, accompagné d'Amédée Combault, se serait rendu auprès d'Eugène Varlin pour lui suggérer de faire saisir la fortune du banquier Rothschild. Varlin lui aurait alors répondu : « Tu te trompes, Millot, Rothschild est avec nous ». Cette anecdote a vraisemblablement été inventée pour appuyer l'une des théories antisémites de Drumont, dont il admet lui-même ne posséder aucune preuve, et selon laquelle les juifs auraient « subventionné l'insurrection afin de satisfaire leur haine contre les prêtres et, en même temps, de compliquer la situation politique pour se faire payer plus cher leur concours financier ».
En 1889, Millot publie une plaquette socialiste et antisémite intitulée Aux prolétaires de France. La même année, il rencontre Drumont, à l'occasion d'une réunion publique du marquis de Morès au cours de laquelle l'ouvrier-bijoutier prend la parole pour accuser les juifs d'avoir nui à son industrie en vendant des bijoux « fourrés », c'est-à-dire des produits sur lesquels le métal précieux n'est que plaqué. L'auteur de La France juive charge par conséquent le « père Millot » d'incarner « l'ouvrier de France dépouillé par Israël » lors des réunions organisée par la Ligue nationale anti-sémitique de France, fondée le 4 septembre 1889 et dont Millot est le secrétaire. Outre cette fonction au sein du comité exécutif de l'éphémère organisation cofondée par Drumont (président) et Jacques de Biez (délégué-général), Millot réalise pour les ligueurs des « bijoux antijuifs » (épingles de cravates, boutons de manchettes, insignes-breloques représentant Drumont terrassant un dragon au long nez).
En 1892, quand Drumont fonde le journal La Libre Parole, Millot en devient le gérant, responsabilité qui lui vaudra plusieurs procès pour diffamation.
Âgé de 65 ans, Millot meurt le 3 février 1901 à son domicile du no 54 de la Grande-Rue à Maisons-Alfort. Lors de ses funérailles, le 5 février, des discours sont prononcés par Drumont et par Henri Dupin de Valène (d) au nom du Grand Occident de France de Jules Guérin. Le défunt est remplacé par Eugène Masson (d) au poste de gérant de La Libre Parole.